# Prowent (Kórnik)
Prowent – część miasta Kórnika nad Jeziorem Kórnickim; zespół zabudowań folwarcznych położony ok. 300 m na południe od zamku w Kórniku.
Budynki powstałe w XVIII i XIX wieku, zgrupowane są przy czworobocznym dziedzińcu. W jednej z oficyn w 1923 urodziła się poetka Wisława Szymborska, laureatka literackiej Nagrody Nobla w 1996.
Przez teren Prowentu przebiega promenada imienia Wisławy Szymborskiej, przy której znajduje się pomnik–ławeczka Wisławy Szymborskiej.
Do 1934 Prowent był obszarem dworskim – odrębną jednostką administracyjną – w powiecie śremskim w woj. poznańskim. W związku z reformą administracyjną 1 sierpnia 1934 jednostka została zniesiona, a jej obszar włączony do trzech nowo utworzonych gmin zbiorowych: Bnin, Kórnik i Śrem, jednak główny obszar (z folwarkiem) wszedł w skład gminy Kórnik. 27 września 1934 gminę Kórnik podzielono na 16 gromad (sołectw), w tym gromada Prowent.
1 października 1939 z gromady Prowent w gminie Kórnik wyłączono:
- parcele o powierzchni 5,78.80 ha z obrębu Mieczewo (enklawy nr 23 i 24), włączając je do gminy Bnin,
- parcele o powierzchni 59,42.86 ha z obrębu Mieczewo-Czołowo (enklawa nr 86), włączając je do gminy Bnin,
- parcele o powierzchni 8,76.70 ha z obrębu Kórnik Miasto (enklawy nr 27 i 28), włączając je do miasta Kórnika.

26 października 1939, pod okupacją niemiecką, gromadę Prowent przemianowano na Froschweiler. 1 kwietnia 1942 Prowent (Froschweiler) i Bnin (Seebrück)  włączono do miasta Kórnika (Burgstadt).
Po wojnie Bnin i Prowentem wyłączono z Kórnika, które odtąd funkcjonowały jako jedna gromada o nazwie Bnin w gminie Kórnik, ponieważ nie odtworzono zniesionej w 1940 roku przedwojennej gminy Bnin. W gminie Kórnik pozostały aż do jej zniesienia jesienią 1954.  W związku z kolejną reformą administracyjną Polski (znoszącą gminy), utworzono 5 października 1954 gromadę Bnin z siedzibą w Bninie, w skład której wszedł Prowent. Gromada Bnin utrzymała się tylko do końca 1959 roku, a po jej zniesieniu 1 stycznia 1960 Bnin (z Prowentem) wszedł w skład nowo utworzonej gromady Kórnik-Południe. 30 grudnia 1960 Prowent wraz z Bninem włączono po raz drugi do Kórnika.

## Galeria

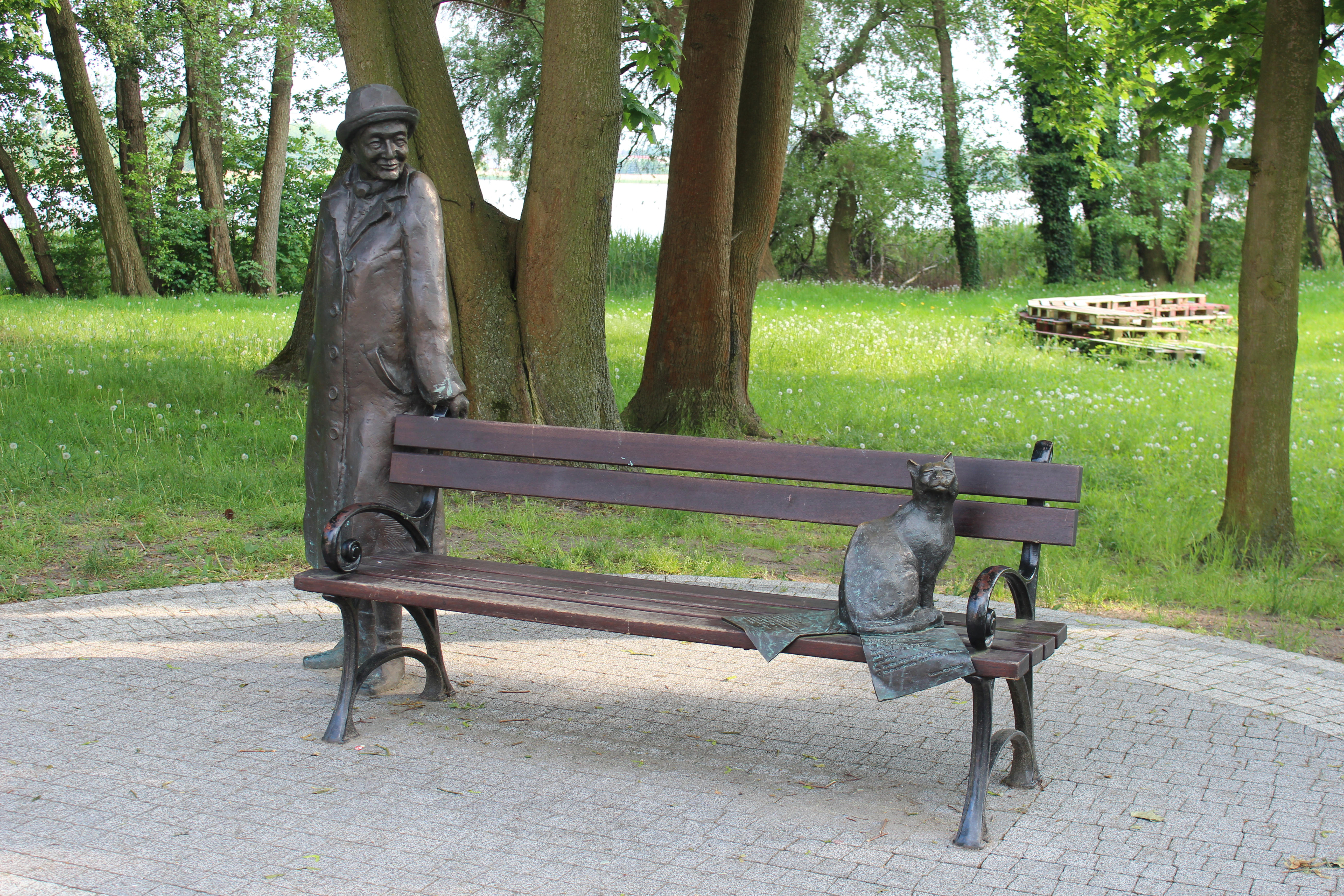
Ławeczka Wisławy Szymborskiej w Kórniku
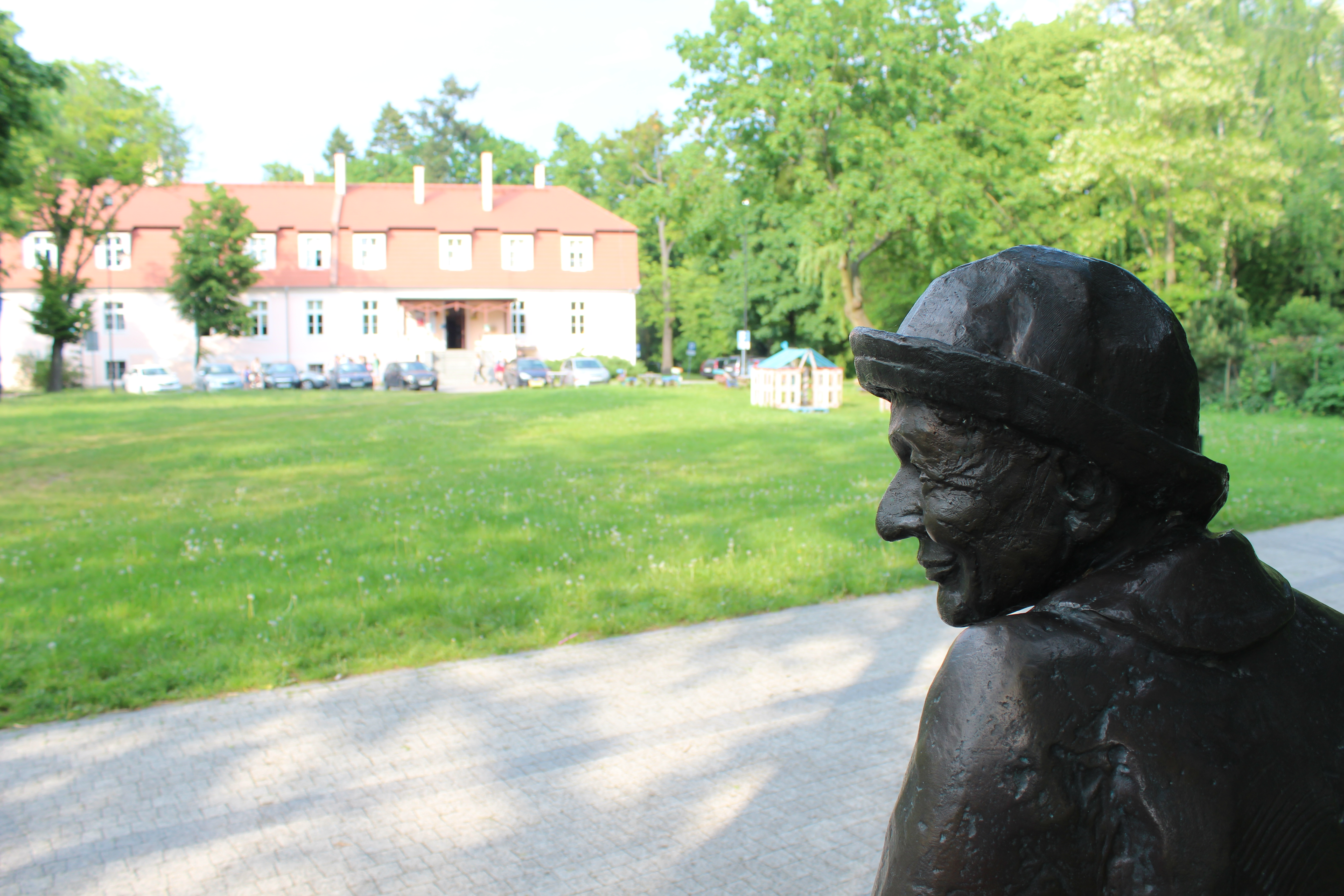
Ławeczka Wisławy Szymborskiej, w tle Kórnicki Ośrodek Kultury
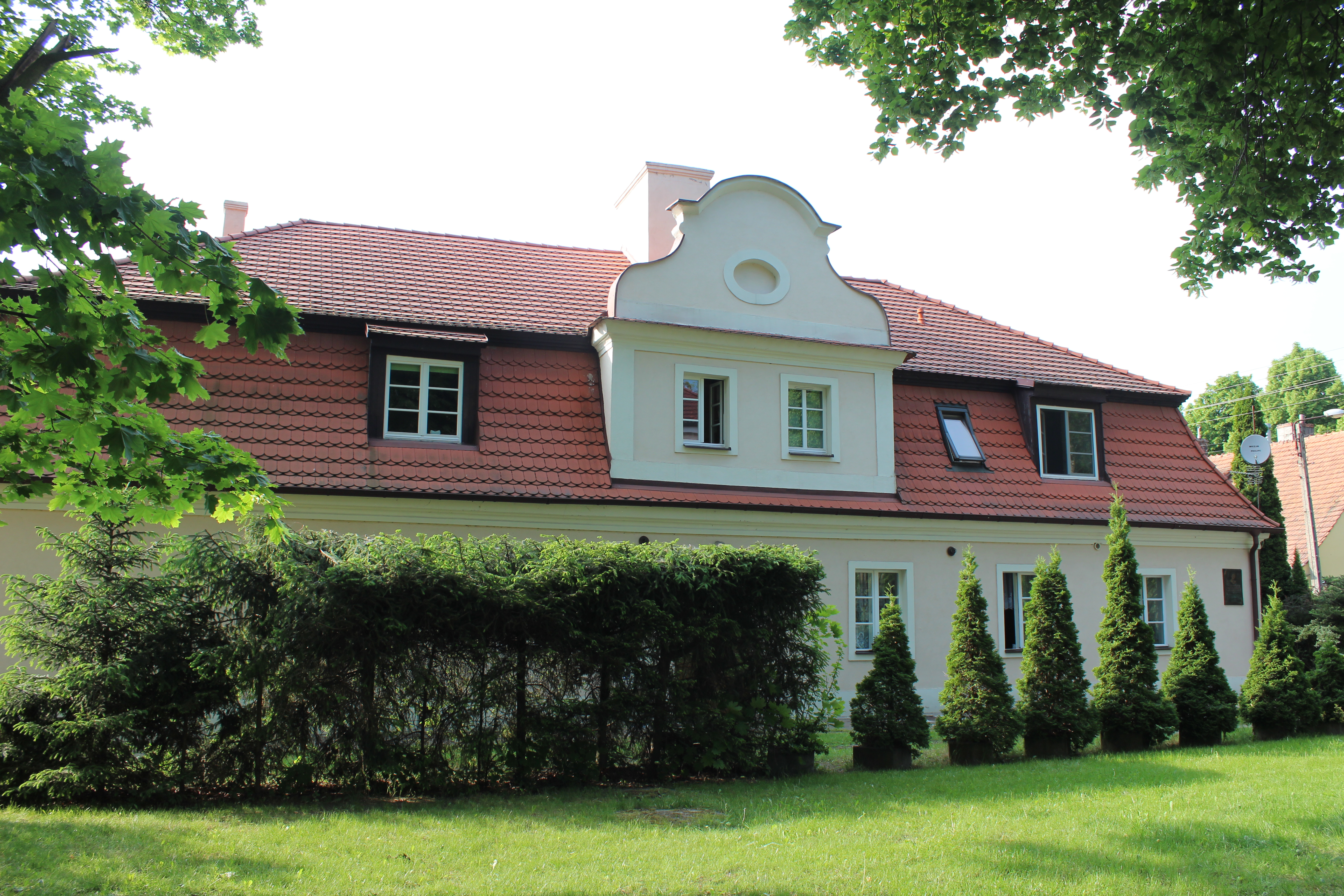
Fasada północna domu urodzin Wisławy Szymborskiej
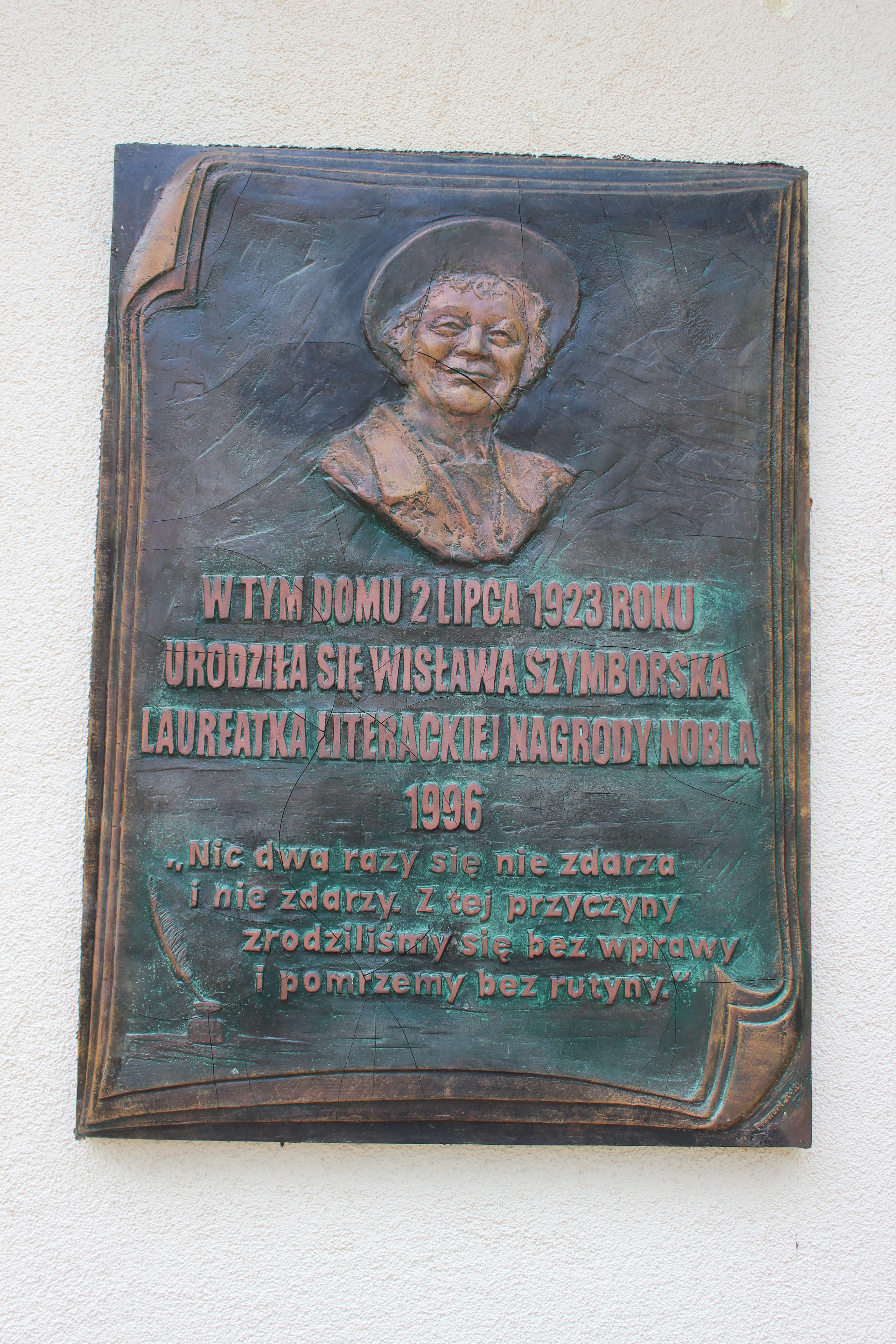
Tablica pamiątkowa poświęcona Wisławie Szymborskiej na domu jej urodzin
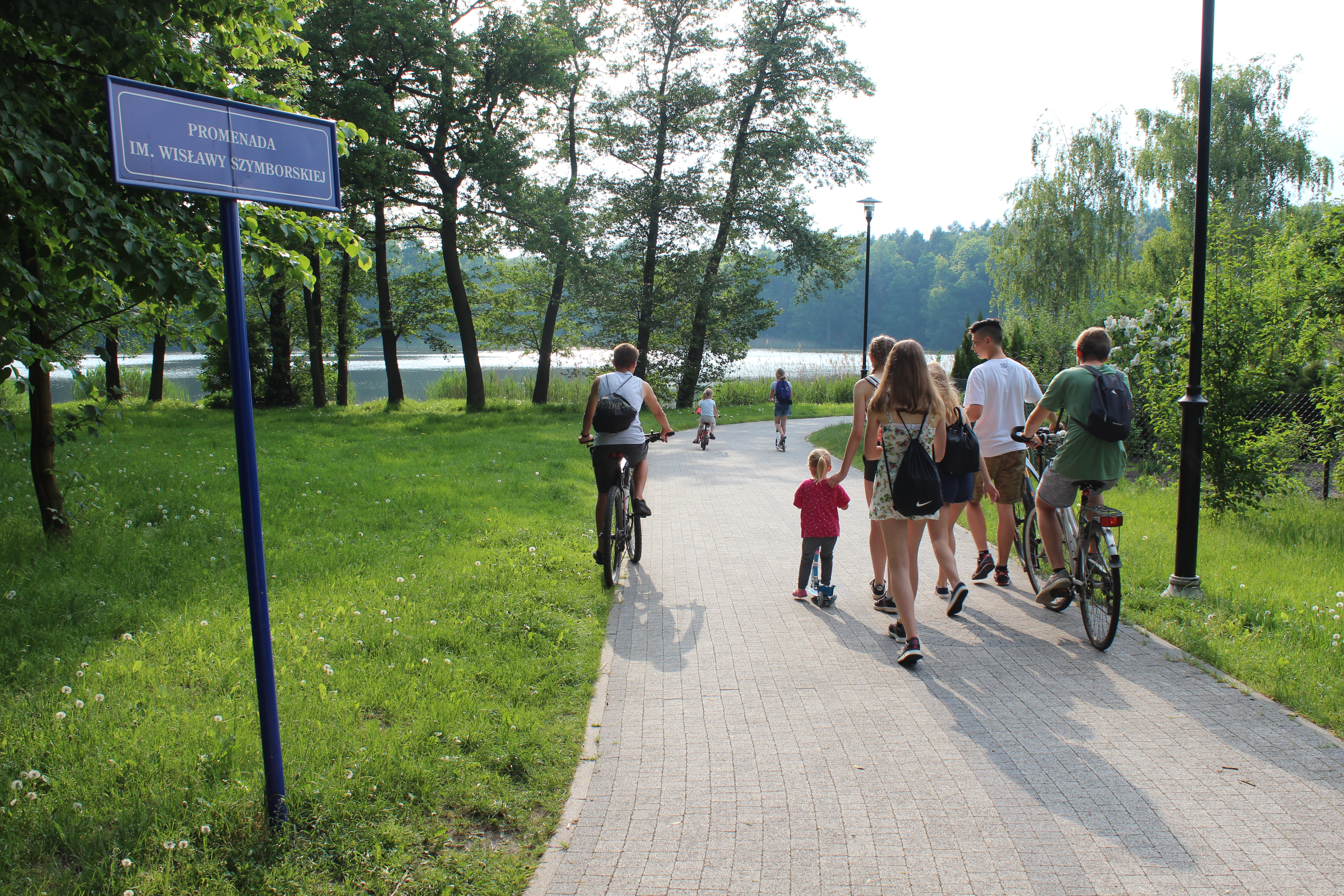
Promenada imienia Wisławy Szymborskiej